# 게르만어파
게르만어파(영어: Germanic languages)는 인도유럽어족의 한 어파이다. 로마 제국의 북쪽 변경에 정착한 게르만인들이 게르만 제어를 사용했다. 몇 가지 독특한 언어학적 특성을 지니는데 그중 가장 유명한 것은 그림의 법칙으로 알려진 자음 추이이다.

## 문자
일찍이 게르만어파의 몇몇 언어를 쓰는 사람들은 룬 문자를 개발했지만 그 사용은 상대적으로 제한되어 있었다. 동게르만어군의 조어(祖語)는 울필라스(Ulfilas) 주교가 성경을 고트어로 번역하려 고안한 고트 문자를 썼다. 그 후 모국어인 게르만어 이외에도 라틴어를 구사하게 된 기독교 성직자들과 수도사들이 게르만어를 약간 수정된 로마 문자로 기록하기 시작했다.
여러 게르만 제어는 보통 쓰이는 로마 문자의 자모에 새 글자나 발음 구별 부호를 도입했다. 그 예로 움라우트, 에스체트 (ß), Ø, Æ, Å, Ð, ȝ, 룬 문자에서 따온 Þ·ƿ 등이 있다. 역사적으로 독일어 인쇄에는 프락투어 (Fraktur)라는 독특한 인쇄체가 사용되었다.

## 언어 특성
게르만어파의 고유한 특성은 다음과 같다.
1. 인도유럽 조어의 시제 체계가 과거와 현재(또는 공통시제)로 단순화되었다.
2. 과거형을 나타내기 위해 모음 전환 대신 치음 접미사(/d/ 또는 /t/)를 쓴다.
3. 두 가지 동사 활용 유형이 구별된다. 즉 약변화 동사와 강변화 동사가 있다. 영어에는 161개의 강변화 동사가 있는데 이들은 대다수가 영어에 고유한 낱말이다.
4. 약변화·강변화 형용사의 구별이 있다. 현대 영어의 형용사는 비교급·최상급 이외에는 어형이 변화하지 않지만 고대 영어에는 형용사 앞에 관사가 있는지, 지시사가 있는지, 둘다 없는지에 따라 어형이 바뀌었다.
5. 그림의 법칙으로 알려진 자음 추이.
6. 비(非)인도유럽어 어근이 상당히 많다. 즉 게르만어 어근 중에는 다른 인도유럽어에서 찾을 수 없는 것이 많다. 여기에는 "물다(bite)"·"씹다(chew)" 등의 보편적인 행동을 뜻하는 낱말과 {"배(boat)"를 제외하고} 배·바다에 관련된 모든 낱말이 포함된다.
7. 강세가 어근으로 옮겨졌다. 영어는 강세가 불규칙하지만 영어에 고유한 낱말은 어근에 무엇이 첨가되든 언제나 강세를 받는 음절이 동일하다. 게르만어파를 다른 인도유럽어족 어파와 구별하는 중요한 특성이다.

## 분류
게르만어파는 모두 가상의 게르만 조어에서 파생된 것으로 생각된다. 게르만어파에 속하는 언어 간의 구분은 명확하지 않은 경우가 대부분이며 보통 연속체를 이루어 가까운 방언은 서로 알아들을 수 있는 반면, 멀리 떨어진 방언은 서로 알아듣기 힘든 경향이 있다.
이 가계도는 주요 언어와 특기할 만한 언어만이 표시되었다.
- 서게르만어군

- 동게르만어군

- 북게르만어군 (고대 노르드어에서 파생)
  - 서노르드어(섬 노르드어)
    - 아이슬란드어
    - 페로어
    - 노른어 {사어(死語)}
    - 노르웨이어 뉘노르스크 (신노르웨이어)

  - 동노르드어(대륙 노르드어)
    - 덴마크어
      - 노르웨이어 보크몰 (덴마크-노르웨이어)

    - 스웨덴어

## 게르만 제어의 어휘 비교
| 뜻         | 아프리칸스어 | 네덜란드어  | 영어                        | 독일어             | 덴마크어      | 고트어       | 아이슬란드어          | 스웨덴어     |
| ---------- | ------------ | ----------- | --------------------------- | ------------------ | ------------- | ------------ | --------------------- | ------------ |
| 천         | duizend      | duisend     | thousand                    | tausend            | tusind        | tosen't?     | þúsund                | tusen        |
| 백         | ☞            | honderd     | hundred                     | hundert            | hundrede      | hundreð      | hundr(u/a)ð           | hundra       |
| 열둘       | ☞            | twaalf      | twelve                      | zwölf              | tolv          | tolv         | tólf                  | tolv         |
| 이리/늑대  | ☞            | wolf        | wolf                        | Wolf               | ulv           | wulv         | úlfur                 | varg         |
| 열하나     | ☞            | elf         | eleven                      | elf                | elleve        | eliv         | ellefu                | elva         |
| 다섯       | vyf          | vijf        | five                        | fünf               | fem           | femm         | fimm                  | fem          |
| 넷         | vier         | vier        | four                        | vier               | fire          | før          | fjórir                | fyra         |
| 위하여     | vir          | voor        | for                         | für                | for           | faur         | fyrir                 | för          |
| 자유로운   | vry          | vrij        | free                        | frei               | fri           | freis        | frjáls                | fri          |
| 나의       | my           | mijn        | my                          | mein               | min           | meins        | minn                  | min          |
| (사냥/)개  | hond         | hond        | (hunt)dog / hound           | Hund               | hund          | hunds        | hundur                | hund         |
| 공항       | lughawe      | luchthaven  | airport(※flyhaggon/fliflat) | Flughafen          | lufthavn      | -            | flugstöð / flugvöllur | flygplats    |
| 학교       | skool        | school      | school                      | Schule             | skole         |              | skóli                 | skola        |
| 나쁜       | sleg         | slecht      | bad                         | schlecht / schlimm | slet          | ubils        | slæmur                | dålig        |
| 남편       | eggenoot     | echtgenoot  | husband                     | Ehemann            | ægtemand      |              | eiginmaður            | man/husbonde |
| 함께       | saam         | samen       | together                    | zusammen           | tilsammen     | samana       | saman                 | tillsammans  |
| 행동       | aksie        | actie       | action                      | Aktion             | aktion        | waurstwei    |                       | aktion       |
| 새         | voël         | vogel       | bird / fowl                 | Vogel              | fugl          | fugls        | fugl                  | fågel        |
| 부디, 제발 | asseblief    | alstublieft | please                      | bitte              |               | jabai wileis |                       | varsågod     |
| 저녁 인사  | goeienaand   | goedenavond | good evening                | guten Abend        | god aften     |              | góða kvöldið          | god kväll    |
| 열린       | oop          | open        | open                        | offen              | åben          | us-lukan     | opinn                 | öppen        |
| 여자, 부인 | vrou         | vrouw       | woman/wife                  | Frau               | frue / kvinde | qino         | kona                  | kvinna       |
| 물         | water        | water       | water                       | Wasser             | vand          | wato         | vatn                  | vatten       |

## 같이 보기
- 언어의 계통